# Chiarone
Il Chiarone è un breve corso d'acqua lungo appena una ventina di chilometri che sorge nella Maremma grossetana da una collina a est di Capalbio.

## Descrizione
Il fiume, a prevalente carattere torrentizio, scorre verso sud e, dalla metà del suo percorso in poi, segna il confine tra la Toscana e il Lazio fino alla sua foce nel Mar Tirreno. Lungo il suo tratto attraversa parte del territorio comunale di Capalbio, prima di iniziare a separarlo amministrativamente da quello di Montalto di Castro.
Poco prima di sfociare nei pressi della frazione di Chiarone Scalo, il corso d'acqua è intersecato dal Canale emissario del Lago di Burano che unisce l'omonimo bacino lacustre costiero toscano all'ultimo tratto del fiume Fiora che scorre in territorio laziale.
Il 12 novembre 2012 si è verificata una piena con esondazione delle acque durante l'evento calamitoso dell'alluvione della Maremma grossetana che ha causato la morte di un automobilista.

## Curiosità storiche

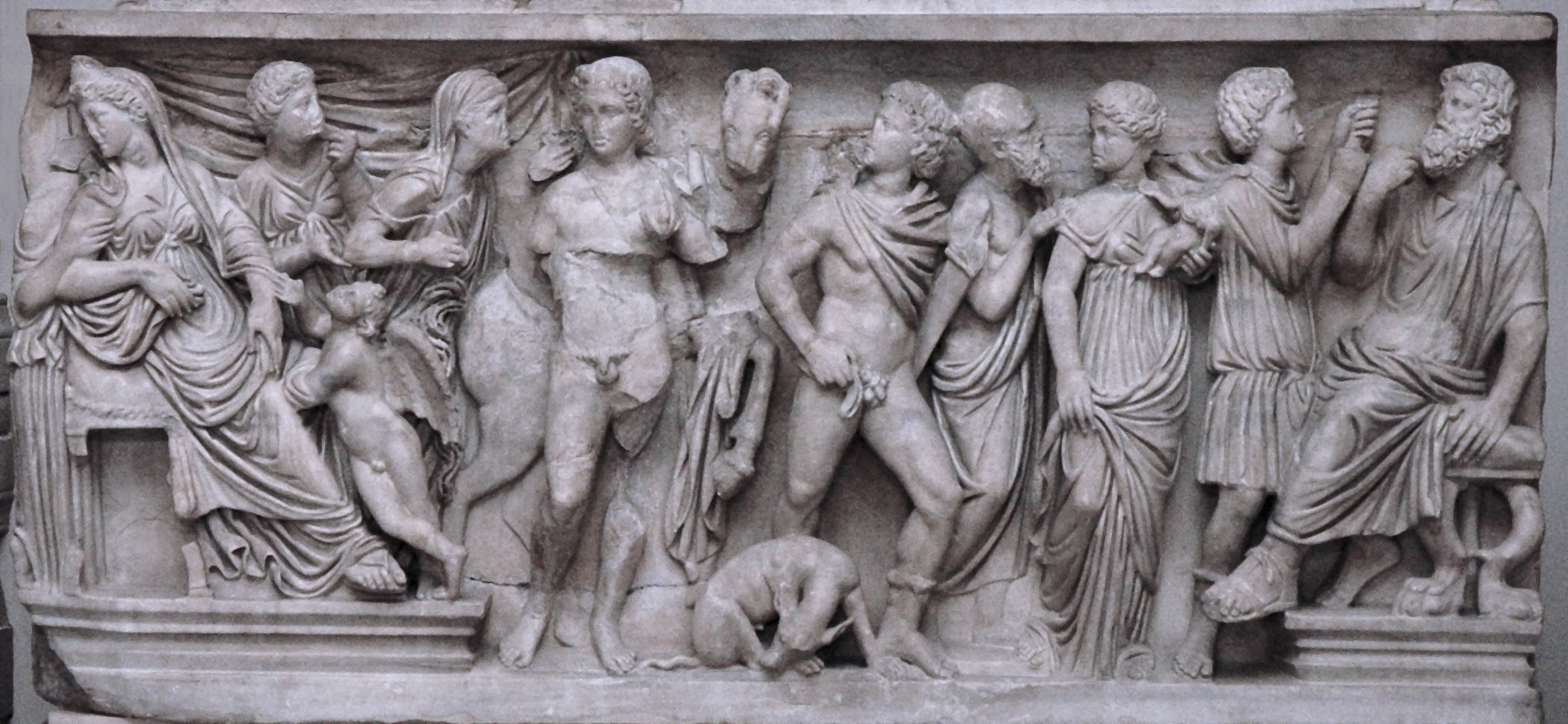
I bassorilievi del sarcofago rappresentanti Ippolito e Fedra

## Sarcofagi del Chiarone
Lungo le sponde del fiume Chiarone, in prossimità del percorso dell'antica via Aurelia, furono ritrovati nel 1853 due sarcofagi in marmo del 290 a.C. con bassorilievi che raffigurano rispettivamente Ippolito e Fedra, e Apollo e Marsia. Attualmente i reperti sono esposti a Parigi al Museo del Louvre.

## Dogana pontificia del Chiarone
Sul lato settentrionale della via Aurelia, appena ad occidente del ponte che attraversa il fiume, si trova il Palazzo del Chiarone, complesso di epoca cinquecentesca in territorio toscano che fino all'Unità d'Italia ha ospitato una dogana pontificia per il controllo delle merci in ingresso ed uscita dallo Stato della Chiesa.

## Sito di interesse comunitario
I Fondali tra le foci del Fiume Chiarone e Fiume Fiora sono stati proposti come sito di interesse comunitario con codice IT6000001 tramite il Decreto 25 marzo 2005 (Gazzetta Ufficiale della Repubblica Italiana numero 157 dell'8 luglio 2005) recante Elenco dei proposti siti di importanza comunitaria per la regione biogeografica mediterranea, ai sensi della direttiva 92/43/CEE.